# کارل لیتجی
کارل لیتجی (انگلیسی: Karl Litschi; ۲۷ آوریل ۱۹۱۲ – ۱۸ مارس ۱۹۹۹) دوچرخه‌سوار اهل سوئیس بود.